# Riglizés
A vadászat egyéni vadászat és társas vadászat formájában történhet. A három vagy több vadász részvételével tartott vadászat társas vadászatnak minősül, ezek közül a nagyvad terelővadászatának a vadásznyelvben használt hagyományos elnevezése a riglizés, mely a hajtóebek használata nélkül szervezett társasvadászat. Riglizésben lőhető a vaddisznó, a gímszarvastehén, -ünő, -borjú, a dámtehén, -ünő, -borjú, a muflonjuh, -jerke, -bárány, az őzsuta és -gida, továbbá az egyéb apróvadfajok (a dolmányos varjú, a szarka és a szajkó kivételével).